# 森本厚吉
森本 厚吉（もりもと こうきち、1877年（明治10年）3月2日 - 1950年（昭和25年）1月31日）は、日本の経済学者、教育者、文化生活研究家。
北海道帝国大学教授、東京文化学園創立者、Ph.D.（経済学）、法学博士。京都府舞鶴市（舞鶴田辺）出身。

## 年譜
- 1877年（明治10年）
  - 3月 増山純一郎三男として、京都府舞鶴田辺に生まれる
- 1890年（明治23年）
  - 4月 舞鶴明倫高等小学校卒業
- 1891年（明治24年）
  - 5月 横浜英和学校入学
- 1892年（明治25年）
  - 6月 横浜英和学校退学
- 1892年（明治25年）
  - 9月 東洋英和学校（現：麻布中学校・高等学校の前身）普通科入学
- 1894年（明治27年）
  - 6月 東京東洋英和学校普通科卒業
- 1891年（明治24年）
  - 5月 横浜英和学校入学
- 1894年（明治27年）
  - 6月 横浜英和学校普通科卒業
  - 9月 札幌私立北鳴学校第5年級入学
- 1895年（明治28年）
  - 3月 札幌私立北鳴学校全科卒業
  - 7月 士族森本活造の養子となる、札幌農学校予科第4年級入学
- 1897年（明治30年）
  - 7月 札幌農学校予科卒業、同本科入学
- 1901年（明治34年）
  - 3月 有島武郎と共著『リビングストン』を警醒社より出版
  - 7月 札幌農学校本科卒業（卒業論文：農民論）
  - 8月 仙台市の私立東北学院教授（担当：歴史および経済学）
- 1903年（明治36年） 7月 洋行のため依願退職
  - 8月 米国ジョンズ・ホプキンス大学大学院入学（経済学および歴史学専攻）
- 1905年（明治38年）
  - 10月 同大学院退学、ボストン市レットパス講演協会講師となり、米国東部諸学校にて講演
- 1906年（明治39年）
  - 1月 シカゴ市ウインチェル講演協会およびヒッパルグ市デイタノン講演協会講師となり、米国中部諸州を巡講
  - 9月 帰朝
  - 10月 札幌農学校講師を嘱託（担当：英語歴史および農史）
- 1907年（明治40年）
  - 7月 米国学事視察のため渡米し、米国連合夏期学校の歴史経済講師に任用され、中部夏期学校で29回講演
  - 8月 下旬に帰朝
  - 9月 東北帝国大学農科大学[1]予科教授、学長付主事。山角静子と結婚
- 1908年（明治41年）
  - 6月 東北帝国大学農科大学助教授
- 1909年（明治42年）
  - 10月 日英博覧会出品英文大学一覧編纂委員となる
  - 12月 東北帝国大学農科大学教務主任
- 1911年（明治44年）
  - 5月 小樽高等商業学校講師を兼任（担当：経済学）
  - 11月 自宅（大学官舎）火災、学位請求論文焼失[2]
- 1915年（大正4年）
  - 7月 東北帝国大学農科大学で経済学および財政学の講座を担当
  - 9月 経済学および財政学研究のため満2年間米国へ留学
  - 11月 ジョンズ・ホプキンス大学大学院にフェローバイ・コーテーシーとして入学
- 1916年（大正5年）
  - 6月 ジョンズ・ホプキンス大学大学院の選抜により米国名誉学会「ファイ・ベータ・カーパ・ソサエティ」の会員となる。ジョンズ・ホプキンス大学大学院へ博士論文を提出。Ph.D.（経済学）の学位を受ける。
- 1917年（大正6年）
  - 7月 依願留学期間を翌年2月28日まで延期
- 1918年（大正7年）
  - 4月 北海道帝国大学農科大学助教授（官制改正）、北海道帝国大学教務部長を命ぜられる。
  - 7月 法学博士（総長推薦）の学位を受ける。
  - 8月 北海道帝国大学農科大学教授
  - 9月
    - 北海道庁より農家食糧に関する調査の委嘱を受ける。
    - 「The Standard of Living in Japan」をジョンズ・ホプキンス大学より出版。
- 1922年（大正11年）
  - 7月 農政学および農業経済学講堂主任
  - 8月 有島武郎が狩太農場を開放し、その経営を依頼される
  - 12月 財団法人文化普及会を設立。事務所を東京市本郷区元町1丁目に置く
- 1924年（大正13年）
  - 3月 森本家、札幌より東京に移転
- 1926年（大正15年）
  - 7月 文部省より米国に出張を命ぜられ同年11月15日帰朝
- 1927年（昭和 2年）
  - 2月 女子文化高等学院を創設（4月開校）、森本静子が院長に就任。
- 1928年（昭和 3年）
  - 3月 財団法人女子経済専門学校（学院昇格）を設立し理事長に就任。
  - 4月 新渡戸稲造が女子経済専門学校校長に就任。森本厚吉は副校長に就任。
  - 6月 北海道帝国大学より欧米各国へ出張を命ぜられる。
- 1929年（昭和 4年）
  - 1月 欧米各国を視察して帰朝
- 1931年（昭和 6年）
  - 3月 成美高等女学校を付属高等女学校として併合し、新渡戸稲造が校長に就任
- 1932年（昭和 7年）
  - 3月 北海道帝国大学教授を依願退職
- 1933年（昭和 8年）
  - 10月 新渡戸稲造校長がカナダにて逝去し、専門学校および付属高等女学校校長に就任
- 1946年（昭和21年）
  - 2月 長野県に木曽産業学校を設置、戦災復興事業に着手。
  - 4月 木曽産業学校を開校し文化普及会工場とする。東京経専幼稚園を開園。
- 1947年（昭和22年）
  - 4月 桃園町邸宅がGHQに接収される。新学制により東京経専中学校、同高等学校校長に就任。
- 1950年（昭和25年）
  - 1月31日 死去。（2月11日、キリスト教式による学園葬を執行。遺骨を多磨霊園に納む。）

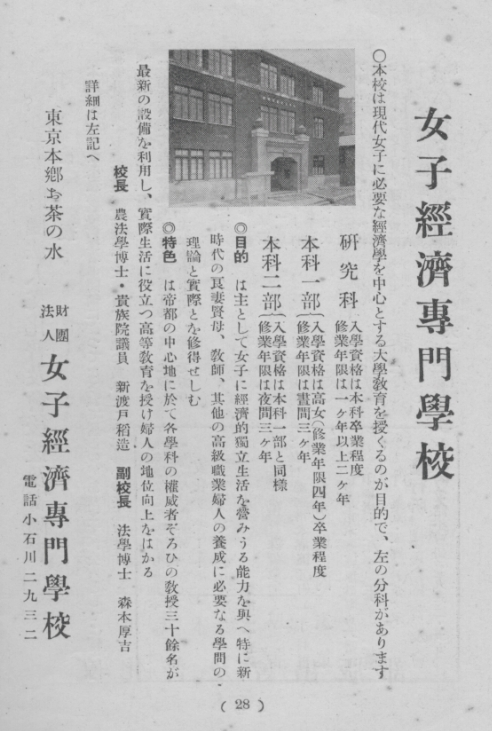
女子経済専門学校広告 (1929) 文化アパートメントの生活に掲載

## 学位
- 1916年（大正5年）6月：Ph.D.（経済学）（ジョンズ・ホプキンス大学）
- 1918年（大正7年）7月：法学博士（北海道帝国大学）

## 主な著書
- 『リビングストン』警醒社 1901.3（有島武郎と共著）
- 『The Standard of Living in Japan』ジョンズ・ホプキンス大学 1918
- 『生活問題』同文館 1920.3
- 『ほろびゆく階級』同文館 1924.7
- 『成長する愛の生活』同文館 1924.8
- 『話方の経済』広文堂 1925.6
- 『アパートメント・ハウス』文化普及会 1926.1
- 『今日の問題』文化普及会 1927.2
- 『苦悶の経済生活』広文堂 1929.11
- 『家政学通論』大明堂書房 1949.5

## 関連人物
- 新渡戸稲造
- 有島武郎
- 吉野作造
- 内村鑑三
- ウィリアム・メレル・ヴォーリズ